# Куликов Юрій Дмитрович
Юрій Дмитрович Куликов (рос. Юрий Дмитриевич Куликов; нар. 9 травня 1990, Москва, СРСР) — російський футболіст, захисник.

## Життєпис
Вихованець школи московського «Локомотива», у 2008 році почав грати на професіональному рівні в молодіжній команді залізничників. У 2009 році перейшов у «Локомотив-2», де виступав 3 сезони. У вересні 2012 року приєднався до тверської «Волги», зіграв 2 матчі. На початку 2013 року перейшов у латвійський клуб «Юрмала». У червні 2013 року побував на перегляді в московському «Торпедо», але в підсумку приєднався до клубу «Хімки». У сезоні 2014/15 років зіграв 11 матчів в Другому дивізіоні за ялтинську «Жемчужину».